# Kashmir (Led Zeppelin-låt)
Kashmir är en låt med av Led Zeppelin  och återfinns på albumet Physical Graffiti från 1975. Låten är skriven av Robert Plant, Jimmy Page och John Bonham. Skivan är ett av de rockalbum som har sålt mest genom tiderna, och Kashmir är en stor hit från det albumet. Låten bygger på mäktiga keyboards, tunga trummor, gitarr-riff och stark rocksång. Arbetsnamnet var från början "Driving to Kashmir" när Robert Plant började skissa på texten 1973. Den är dock skriven i södra Marocko. 